# معبد اوپسالا

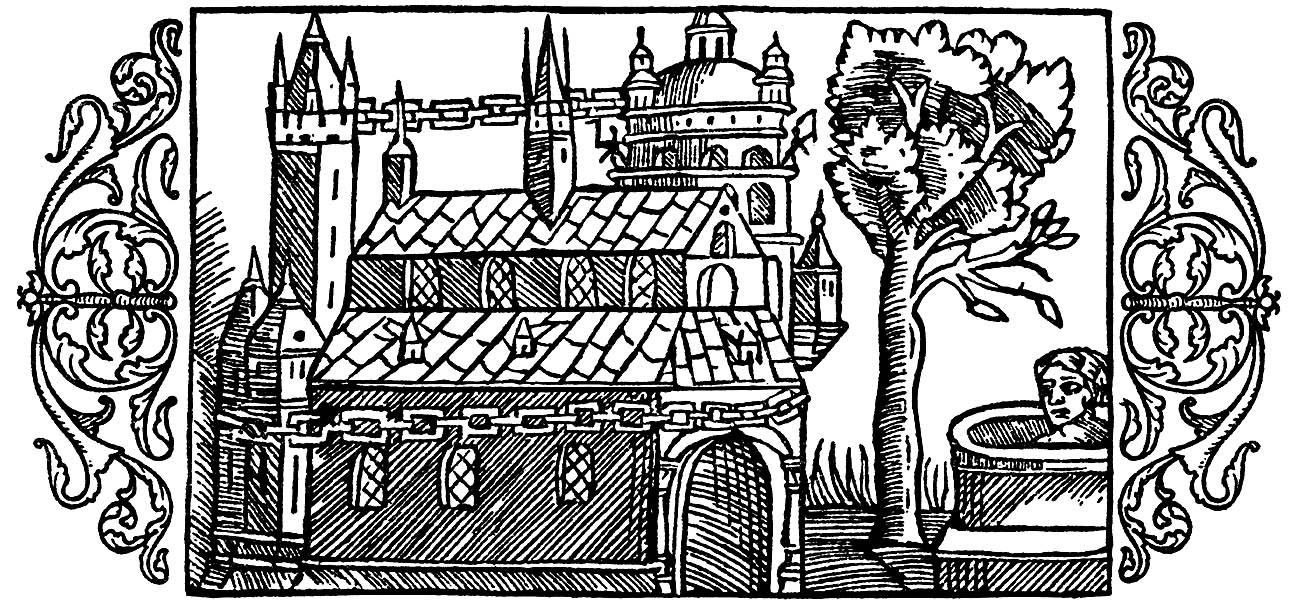
منبت کاری به تصویر کشیده شدن معبد اوپسالا که توسط آدام برمن توصیف شده‌است، شامل زنجیر طلای اطراف معبد، چاه و درخت، از اولاس مکنوس، شرح داستان ملل شمالی (۱۵۵۵)

معبد اوپسالا یک مرکز مذهبی در آیین باستانی شمال است که زمانی در اوپسالای قدیمی (سوئدی «Gamla Uppsala»)، سوئد در آثار قرن یازدهمی آدام برمن به نام «مناسبت‌های همابورگنسیس اسقف‌های کلیسا» و در «هیمسکرینگلا» نوشته اسنوری استورلوسون در قرن سیزدهم از آن نام برده شده‌است. نظریه‌هایی مبنی بر توصیفاتی از معبد و یافته‌های کاوش‌های باستان‌شناسی در منطقه، همراه با یافته‌های اخیری از سازه‌های چوبی بسیار و خطوط چوبی که می‌تواند نشانگر فعالیت‌هایی مثل آیین‌های قربانی کردن در این منطقه بوده، ارائه شده‌است.
وایکینگ هر نه سال یک بار برای عبادت و زیارت به این معبد میرفتن و از میان خود یک شخص را برای قربانی اماده میکردن و میکشتن و خون قربانی را به صورت خود میکشیدن 